# Мизерьё
Мизерьё (фр. Misérieux) — коммуна во Франции, находится в регионе Рона — Альпы. Департамент — Эн. Входит в состав кантона Рерьё. Округ коммуны — Бурк-ан-Брес.
Код INSEE коммуны — 01250.

## География
Коммуна расположена приблизительно в 370 км к юго-востоку от Парижа, в 24 км севернее Лиона, в 45 км к юго-западу от Бурк-ан-Бреса.
По территории коммуны протекает река Форман.

## Климат
Климат полуконтинентальный с холодной зимой и тёплым летом. Дожди бывают нечасто, в основном летом.

## История
Первое упоминание о деревне относится к X веку.

## Население
Население коммуны на 2010 год составляло 1762 человека.
| 1962 | 1968 | 1975 | 1982 | 1990 | 1999 | 2010 |
| ---- | ---- | ---- | ---- | ---- | ---- | ---- |
| 564  | 575  | 686  | 868  | 1224 | 1432 | 1762 |

## Администрация
| Период | Период | Фамилия       | Партия | Примечания |
| ------ | ------ | ------------- | ------ | ---------- |
| 1995   | 2008   | Даниель Конте |        |            |
| 2008   | 2020   | Этьен Серра   |        |            |

## Экономика
В 2010 году среди 1219 человек трудоспособного возраста (15—64 лет) 888 были экономически активными, 331 — неактивными (показатель активности — 72,8 %, в 1999 году было 77,2 %). Из 888 активных жителей работали 832 человека (426 мужчин и 406 женщин), безработных было 56 (24 мужчины и 32 женщины). Среди 331 неактивных 185 человек были учениками или студентами, 99 — пенсионерами, 47 были неактивными по другим причинам.

## Фотогалерея
- Мизерьё
- Церковь
- Церковь
- Мэрия
- Военный мемориал
- Карта коммуны